# Harry Potter (personatge)
En Harry James Potter és un personatge de ficció, protagonista de la sèrie de llibres, videojocs i pel·lícules de Harry Potter, creació de la J. K. Rowling. És interpretat en el cinema per l'actor britànic Daniel Radcliffe.
Fill d'en James Potter (de qui va obtenir el seu segon nom) i la Lily Evans, va néixer el 31 de juliol de 1980. En Harry va heretar els ulls verds de la seva mare i el cabell negre i despentinat del seu pare.
El 1981, el 31 d'octubre, el mag més temut de tots els temps, Lord Voldemort, ataca la família Potter utilitzant l'encanteri Obitus per subitum. En aquest atac els seus pares moren, però ell, que només té un any, sobreviu gràcies a la protecció de la seva mare que va morir per a salvar-lo, i el sacrifici de la qual va quedar en Harry com una marca d'amor (cosa ignorada per en Voldemort, ja que ell no pot estimar). Com a conseqüència la maledicció rebota al mag tenebrós, i sobre en Harry queda una cicatriu al front en forma de llamp, per la qual és conegut a la comunitat màgica com "el nen que va sobreviure" (per aquesta raó, en Harry té una connexió amb en Voldemort, per la qual pot veure i sentir el que ell veu i sent).
Després de quedar-se orfe, ha d'anar-se'n a viure a casa dels seus menyspreables oncles muggles, en Vernon i la Petúnia, on també haurà de conviure amb el seu malcriat cosí Dudley. Els seus oncles li amaguen els seus orígens, fent-li creure que els seus pares havien mort en un accident de cotxe que li havia produït la seva cicatriu.
En Harry se sent molt trist i sol, fins que en el dia del seu onzè aniversari, rep la visita d'en Rubeus Hagrid, que farà que la seva vida canviï per sempre.
En Hagrid, que és el guardabosc de l'escola Hogwarts, li comunica que ha estat acceptat com a alumne en aquest col·legi, en el qual aquesta inscrit des que va néixer, ja que cada vegada que un mag neix, el col·legi ho sap.
Compleix els requisits per a entrar a Slytherin, però el barret que tria el posa en Gryffindor a causa de les seves negatives a entrar a Slytherin.
Des de l'inici dels seus estudis en Harry ha d'enfrontar-se a en Lord Voldemort de diferents maneres.
El 1991, al final del seu primer curs, evita que en Voldemort s'apoderi de la pedra filosofal, una pedra mítica creada per en Nicolas Flamel. Aquesta pedra té el poder de convertir qualsevol material en or i produir l'elixir de la vida.
Ha de lluitar contra un basilisc tancat en el castell durant el seu segon any i salvar a la Ginny Weasley, la germana menor del seu millor amic, en Ronald Weasley, el 1992.
El 1993 (tercer curs) en Harry descobreix que té un padrí, (en Sirius Black), el qual havia estat empresonat injustament. També ha d'enfrontar-se als demèntors que perseguien al seu padrí.

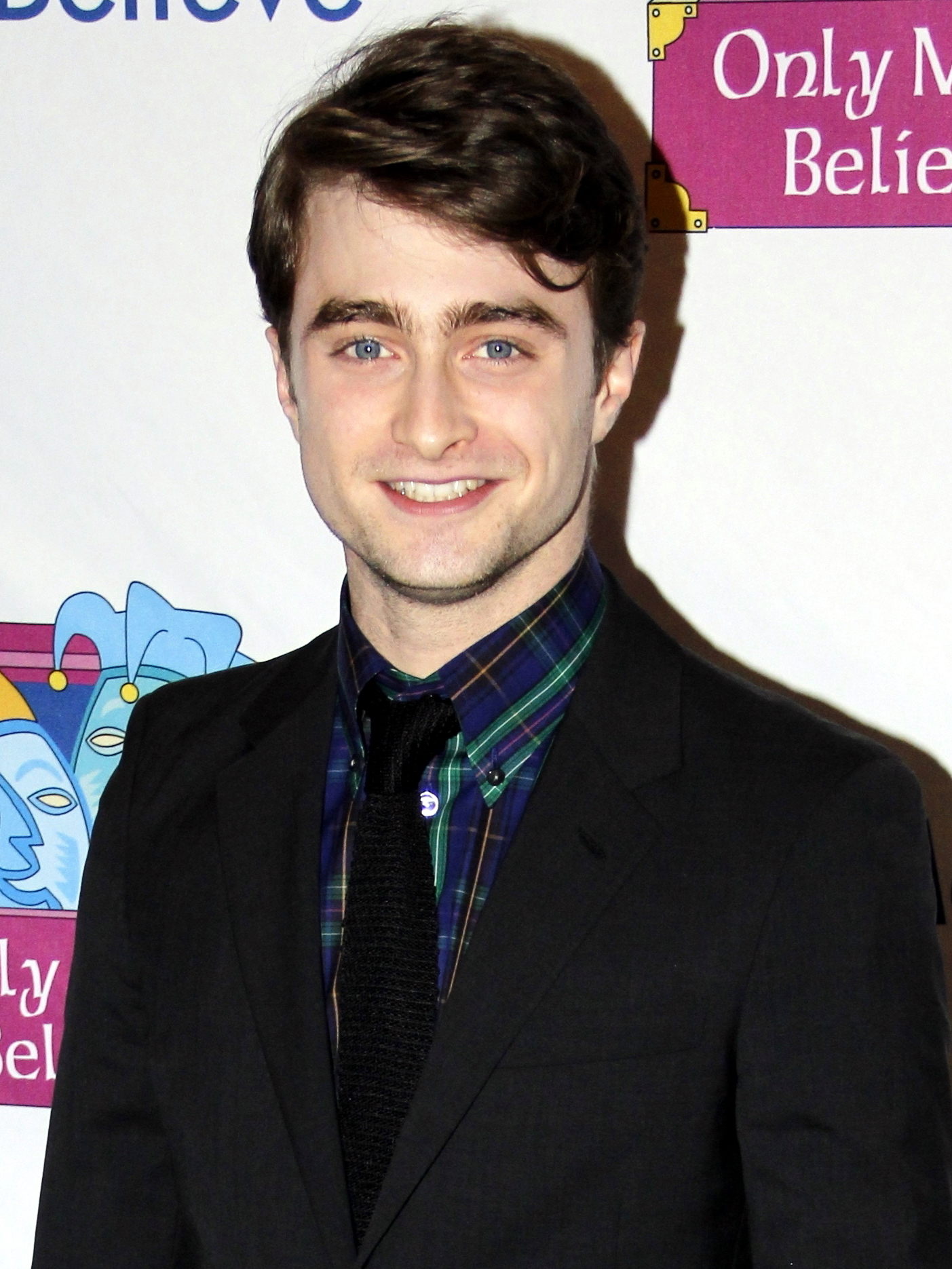
Daniel Radcliffe, l'actor que interpreta Harry Potter

Va participar en la força en el Torneig dels tres mags en el seu quart curs. Durant aquest torneig va haver de suportar tres difícils proves: la primera va ser enfrontar a un drac; en la segona prova va haver d'entrar a nedar al llac per rescatar al seu gran amic Ronald Weasley; i finalment en la tercer prova cerca dins d'un laberint màgic la copa dels tres mags, però en agafar-la juntament amb en Cedric Diggory descobreixen que és un portarreu (objecte que és encantat per a transportar-se d'un lloc a un altre en qüestió de segons) que els porta a un cementiri en el qual es trobava en Cuapelada, qui després d'assassinar en Cedric, va reviure a en Lord Voldemort. En estar amb força i poder de nou Voldemort va obligar a en Harry a lluitar en un duel de màgia del que en Harry aconsegueix escapar per poc.
A més, va haver de patir els terribles càstigs de la nova directora del col·legi, la Dolors Umbridge, al cinquè curs,
Acompanyar a l'Albus Dumbledore a través de records en el pensiu per a així debilitar a en Tod Rodlel (Lord Voldemort) i enfrontar-se a en Severus Snape a la Batalla de Hogwarts, en la qual va morir en Dumbledore, tot això en el seu sisè curs. En aquest llibre en Harry descobreix que a poc a poc s'ha estat enamorant de la Ginny Weasley la qual a l'acabar la seva relació amb en Dean Thomas comença a sortir amb en Harry i per a la sorpresa de tots, en Ron s'ho pren molt bé.
I en el seu setè curs busca els horricreus amb en Ron i l'Hermione i han d'escapar de milers de cavallers de la mort, i lluitar amb en Lord Voldemort.
A Hogwarts, en Harry coneix als seus millors amics, en Ron Weasley i l'Hermione Granger; s'endinsa en el seu veritable món, el de la màgia; descobreix l'esport màgic del quidditch; i coneix al seu padrí, en Sirius, al que estima com si fos el seu pare.
Els seus sentiments també són decisius en la seva vida: la relació amb els adults, els seus amics o la mateixa Xo Xang i Ginny Weasley (amb la qual es casa i té tres fills: en James Sirius, l'Albus Severus i la Lily Luna) l'aniran afectant en el seu estat anímic.
A pesar que no sabia que era un mag es va convertir en un de gran habilitat, amb experencia sobretot en la Defensa contra les Forces del Mal, ja que va vèncer al malvat mag tenebrós Lord Voldemort, i fins i tot s'especula que al temps després que el va vèncer, la seva habilitat va superar a la de l'Albus Dumbledore. Es va convertir en el Cap de la remodelada Oficina d'Aurors, on on va ingressar sota la direcció d'en Kingsley Shacklebolt a l'edat de 18 anys.

## Arbre Genealògic
En les novel·les, en Harry és l'únic fill d'en James i la Lily Potter, perquè ha quedat orfe des que era un bebè. La Rowling va fer orfe a en Harry des dels primers esborranys del seu primer llibre. Va sentir que si el personatge era orfe seria més interessant escriure sobre ell. No obstant això, després de la mort de la seva mare, la Rowling va escriure la seva pròpia angoixa en ell. Els seus oncles Dursley li van ocultar la veritat sobre la mort dels seus pares, dient-li que havien mort en accident de cotxe.

## La profecia
L'enfrontament d'en Harry contra en Lord Voldemort està vaticinat en la mateixa profecía que la Sibil·la Trelawney li revela a l'Albus Dumbledore, i de la qual Voldemort només coneixia una part. En Voldemort, defensor de la puresa de sang, curiosament veu com el potent rival és en Harry que és de sang barrejada com ell i no en Neville Longbottom que és de sang pura.
Quan intenta assassinar en Harry, el seu sortilegi rebota per la protecció que la seva mare li ha deixat al sacrificar-se per en Harry, deixant al nen una cicatriu en forma de llamp al seu front i un tros de l'ànima d'en Voldemort (el que fa que en Harry sigui el setè horricreu). La cicatriu també és un símbol del poder que en Voldemort involuntàriament li transmet.
És per això que a en Harry li fa mal la cicatriu cada vegada que en Voldemort experimenta una emoció forta. També transmet a en Harry alguns poders com per exemple el parlar l'idioma de les serps. La JK va dir que en Voldemort era l'últim descendent viu de Slytherin.
En Harry, que va viure el seu primer any al Cau d'en Godric descobreix que és descendent de l'Ignotus Peverel probable creador de la capa d'invisibilitat.
És possible que li transmetés alguns poders més que potser es manifestin en el pròxim llibre. Per a marcar encara més que en Harry i en Voldemort són les dues cares d'una mateixa moneda, també comparteixen varetes. Les varetes que utilitzen són bessones i úniques, ja que en l'interior de cadascuna estan les dues úniques plomes de fènix que procedeixen d'en Fawkes, la mascota d'en Dumbledore, per aquesta raó en els duels cap dels dos guanya i es produeix un fenomen en què les varetes es connecten (Prior Incantatem).
Segons la profecia, en Harry és l'únic que pot acabar amb en Voldemort, ja que té un poder que aquest no té i el qual en Dumbledore l'hi recorda sempre que parlen, l'amor. Cap dels dos podrà seguir amb vida mentre l'altre visqui.
La profecia diu el següent:
"L'únic amb poder de derrotar el Senyor de les Forces del Mal s'acosta… Nascut dels quals l'han desafiat tres vegades, vindrà al món al concloure el setè mes… I el senyor de les Forces del Mal l'assenyalarà com el seu igual, però ell tindrà un poder que el Senyor de les Forces del Mal no coneix… I un dels dos haurà de morir a les mans de l'altre, car cap dels dos podrà viure mentre l'altre segueixi amb vida."
Això ho va dir la professora Trelawney en una entrevista de treball al Cap del Senglar (una taverna situada a Hogsmeade) amb en Dumbledore.

## A la recerca dels horricreus
Al final de la sèrie, a Harry Potter i les relíquies de la Mort, en Harry s'embarca en una recerca dels horricreus, havent estat aquest l'últim desig de l'Albus Dumbledore.
Al començament, es creu que són sis horricreus, però aquests ascendeixen a set, com es revela al final de l'últim llibre.
Els horricreus són:
- El diari d'en Tod Rodlel: destruït per en Harry amb verí del Basilisc de Slytherin, que és una de les coses que pot destruir un horricreu.
- L'Anell dels Gaunt (que resulta ser la Pedra de la Resurrecció, una de les Relíquies de la Mort): destruït per en Dumbledore amb l'espasa de Gryffindor.
- El Medalló de Slytherin: destruït per en Ron amb l'espasa de Gryffindor.
- La Copa de Hufflepuff: destruïda per l'Hermione amb dents del Basilisc de Slytherin.
- La Diadema de Ravenclaw: destruïda involuntàriament per en Crabbe.
- Nagini, la serp de Voldemort: morta per en Neville amb l'espasa de Gryffindor.
- Harry Potter: en Harry resulta ser l'últim horricreu. Aquesta porció d'ànima d'en Lord Voldemort, resulta ser la font de l'estranya connexió que tenen els dos personatges. L'horricreu és destruït pel mateix Voldemort, al llançar-li una maledicció (Obitus per Subitum) a en Harry.

## Epíleg
En l'epíleg de la sèrie, en Harry té 37 anys i és pare de 3 fills: en James Sirius Potter (de qui en Ron i l'Hermione són els seus padrins, segons el recent documental J.K. Rowling) l'Albus Severus Potter i la Lily Luna Potter. La seva esposa és la Ginny Weasley (ara Ginny Potter), germana menor d'en Ronald Weasley qui al seu torn està casat amb l'Hermione (ara Hermione Weasley), i tenen dos fills, la Rose i l'Hugo. En Harry també és padrí d'en Ted Llopin fill d'en Remus Llopin i la Nimfadora Tonks, assassinats a la batalla de Hogwarts, en el setè llibre. En "Teddy" surt amb la Victorie, filla d'en Bill Weasley i la Fleur Delacour.
En una entrevista a l'escriptora J. K. Rowling, ella va assenyalar que va quedar fora de l'epíleg que en Harry era Cap del Departament d'Aurors. L'Hermione va treballar també a la Conselleria ajudant als elfs domèstics, per després passar al departament de la Llei Màgica. En Ron va treballar amb en George a les Bromes dels Bruixots Bessons creant una immensa fortuna. La Ginny va triomfar com a jugadora de les Holyhead Harpies (equip de quidditch), per després dedicar-se a la seva família i a participar com a corresponsal especial de Quidditch al Periòdic Profètic.

## Aparença, personalitat i relacions
En Harry Potter es caracteritza per les seves ulleres rodones i, almenys en els primers volums, és descrit com prim i més baix del normal.
S'esmenta sovint en la saga que s'assembla molt al seu pare James Potter, però que té els ulls verds brillants de la seva mare, la Lily. La importància que els ulls d'en Harry i els de la Lily siguin iguals, és que abans que en Severus morís li diu a en Harry: -Mira'm- possiblement per veure els autèntics ulls de la Lily, l'única dona que va estimar i estimarà.
La cicatriu en el seu front en forma de llamp, causada per la seva primera trobada amb en Voldemort, també té molta prominència en els llibres. La cicatriu serveix per a recordar-li de l'intent d'en Voldemort de matar-lo quan era petit, i com un indicador de la presència d'aquest i/o dels seus severs canvis d'humor. També esmentat en els llibres és el seu cabell escabellat, que, pel disgust de la tieta Petúnia i la frustració de la Molly Weasley a l'Orde del Fènix, mai aconsegueix pentinar-se del tot.
Està emparentat amb la família Black per part la seva àvia paterna Dorea Potter, esposa del seu avi Charlus Potter, ambdós morts. Es caracteritza pel seu valor, i el que més odia del món és que es sacrifiquin per ell.